# 中心業務地区
中心業務地区（ちゅうしんぎょうむちく、英語: central business district, CBD シー・ビー・ディー）とは、街や都市の、主要なビジネス街や商業地区のこと。主に都心部で、オフィスや店舗などが特に集積している（集中している）地区のこと。

## 概要
通常、都市であればその規模の大小を問わず、中心業務地区という概念が当てはまる地区がある。
中心業務地区は往々にして、郊外からの交通の便が良い場所で、CBDとなったことで利便性が増し、そこにオフィスや店舗を構えたがる事業主が増え、需給関係の力学により地価が高くなり、（建物オーナーによって、土地面積あたりの建物の延べ床面積を増す方策が練られ）他の地区と比較して多層建築の「階層」（階数）が増える傾向がある、といった特徴がある。（現代の大都市のCBDだと）しばしば高層ビルが立ち並ぶ、が 中規模程度の街のCBDではさほどではない。日本の大都市のCBDの場合では、高層ビル（超高層ビル）に加えて、しばしば地下街も発達させている。だが、中規模程度の都市や一般的な街では、地下街までは作られないことが一般的。
CBD（中心業務地区）という用語は、イギリス英語風の用語、表現であり、英国や かつて英国の統治下にあった国々（豪州など）では広く用いられている。だが米国では「CBD」よりも「downtown ダウンタウン」と呼ぶほうが一般的である。

## 世界のCBD

### 特に大きな中心業務地区の例
国内総生産上位15ヶ国の主な中心業務地区については下表のとおりである。なお、同一の国の中で複数の都市を掲載している場合については、都市圏人口の多い順に列挙。
| 大州       | 国・都市             | 地区                                                                                      |
| ---------- | -------------------- | ----------------------------------------------------------------------------------------- |
| 北アメリカ | ニューヨーク         | ミッドタウン・ロウアー・マンハッタン（ダウンタウン）                                      |
| 北アメリカ | ロサンゼルス         | ダウンタウン                                                                              |
| 北アメリカ | シカゴ               | ループ                                                                                    |
| 北アメリカ | サンフランシスコ     | ファイナンシャルディストリクト                                                            |
| 北アメリカ | シャーロット         | アップタウン                                                                              |
| 北アメリカ | トロント             | ノースヨーク                                                                              |
| 北アメリカ | メキシコシティ       | レフォルマ通りen:Paseo de la Reforma、サンタフェ (メキシコシティ)en:Santa Fe, Mexico City |
| ヨーロッパ | ロンドン             | シティ・ウェストミンスター・カナリーワーフ                                                |
| ヨーロッパ | マンチェスター       | シティセンター                                                                            |
| ヨーロッパ | ベルリン             | ポツダム広場                                                                              |
| ヨーロッパ | フランクフルト       | インネンシュタット（en:Innenstadt (Frankfurt am Main)）                                   |
| ヨーロッパ | パリ                 | ラ・デファンス                                                                            |
| ヨーロッパ | リヨン               | リヨン・パールデュー駅周辺                                                                |
| ヨーロッパ | ローマ               | モンティ・カストロ・プレトーリオ（it:Castro Pretorio）・エウローパ                        |
| ヨーロッパ | ミラノ               | Zona 1、Zona 2                                                                            |
| ヨーロッパ | ナポリ               | チェントロ・ディレツィオナーレ                                                            |
| ヨーロッパ | マドリード           | A.Z.C.A.                                                                                  |
| ヨーロッパ | モスクワ             | キタイ・ゴロッド、プレスニャ、モスクワ・シティ                                            |
| ヨーロッパ | サンクトペテルブルク | ネフスキー大通り                                                                          |
| アジア     | 北京                 | 北京CBD・国貿                                                                             |
| アジア     | 上海                 | 浦東新区                                                                                  |
| アジア     | 広州                 | 珠江新城                                                                                  |
| アジア     | 深圳                 | 深圳中心区                                                                                |
| アジア     | 天津                 | 優家堡CBD                                                                                 |
| アジア     | 重慶                 | 江北嘴CBD、解放碑CBD                                                                      |
| アジア     | ソウル               | 中区・鍾路区                                                                              |
| アジア     | 香港                 | 中環・尖沙咀・銅鑼湾                                                                      |
| アジア     | 台北                 | 西門町・台北駅・信義区・中山                                                              |
| アジア     | ムンバイ             | ナリマンポイント                                                                          |
| 南アメリカ | サンパウロ           | パウリスタ通り                                                                            |
| オセアニア | シドニー             | シドニーCBD (ウィンヤードなど)                                                            |
| オセアニア | メルボルン           | メルボルン・シティ・センター                                                              |
| オセアニア | ブリスベン           | ブリスベンCBD (クイーンストリートモールなど)                                              |

## 日本のCBD
| 大州 | 国・都市 | 地区 |
| ---- | -------- | --- |
| 日本 | 東京     | 千代田区（丸の内・大手町・内幸町・内神田・霞が関・永田町）、 中央区（日本橋 ・京橋 ・八重洲）、 港区（新橋・汐留・虎ノ門・港南）、新宿区（西新宿） |
| 日本 | 大阪     | 中央区（船場・大手前・城見）、北区（梅田・堂島・中之島）                                                                                           |
| 日本 | 名古屋   | 中区（栄・伏見・丸の内）、中村区（名駅） |
| 日本 | 福岡     | 中央区（天神）、博多区（博多駅・中洲） |
| 日本 | 札幌     | 中央区（大通・すすきの）、北区（札幌駅） |
| 日本 | 仙台     | 青葉区（一番町・国分町・本町・中央）、宮城野区（榴岡）                                                                                             |
| 日本 | 広島     | 中区（紙屋町・八丁堀・本通）、南区（広島駅） |

## ギャラリー

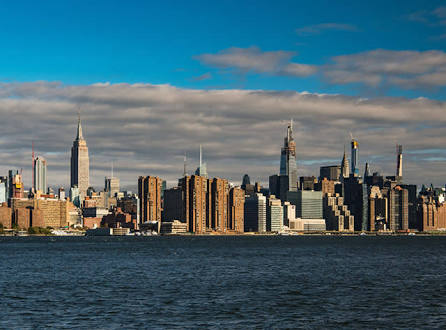
ニューヨーク
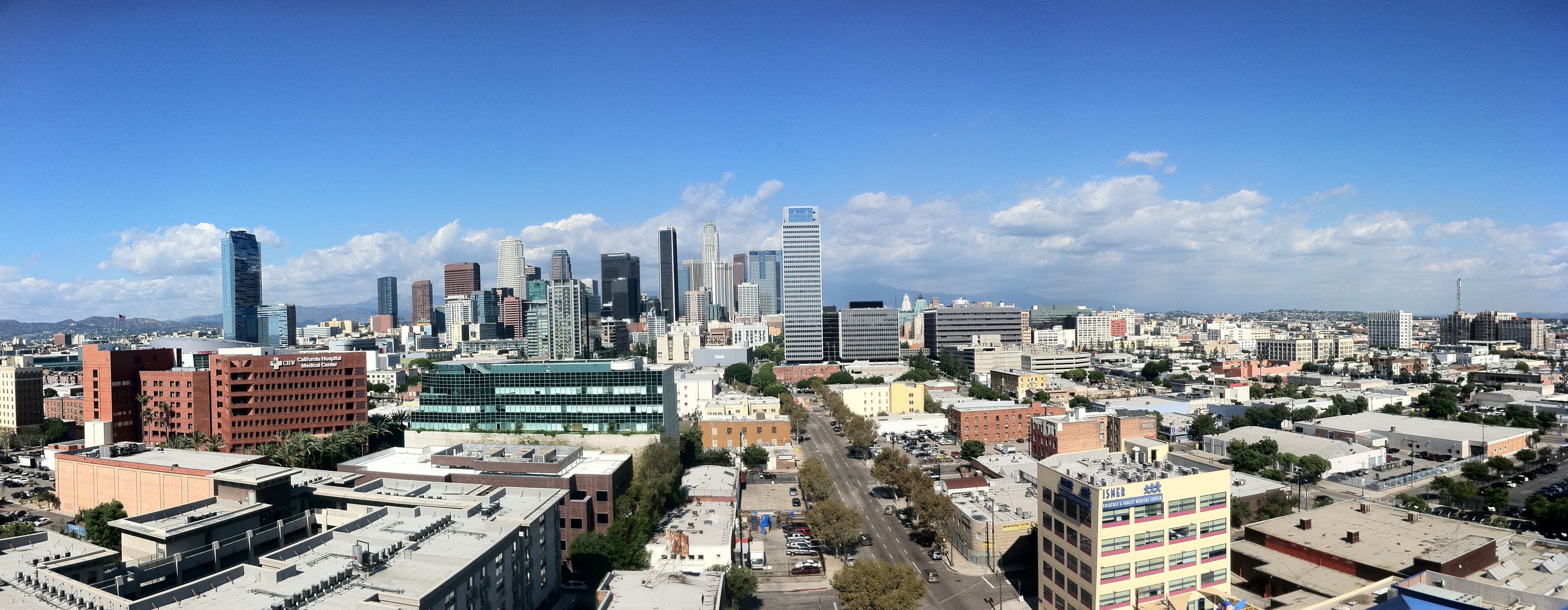
ロサンゼルス
シカゴ
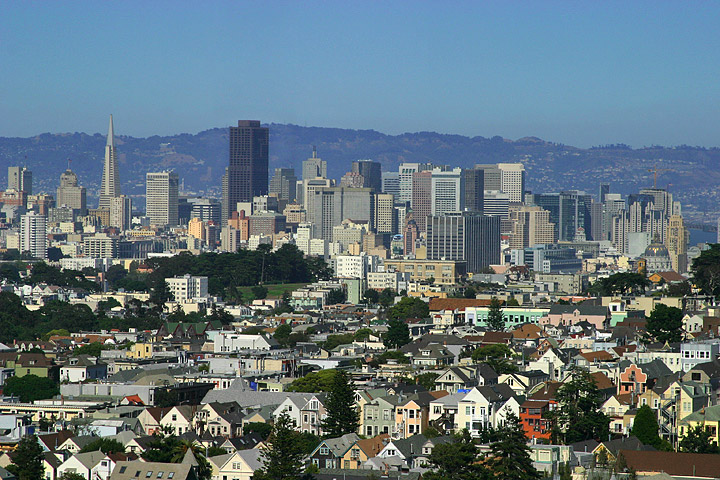
サンフランシスコ
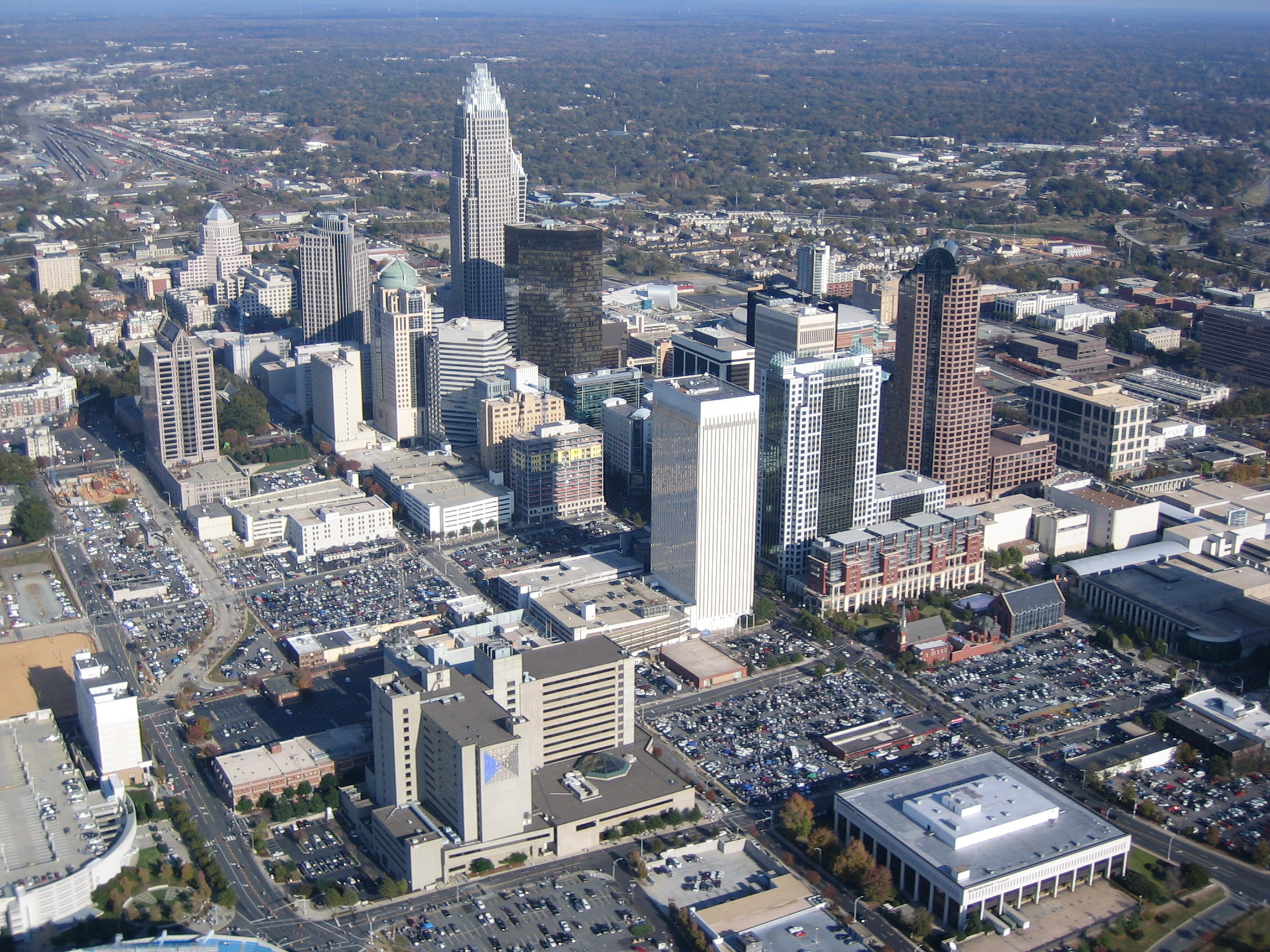
シャーロット
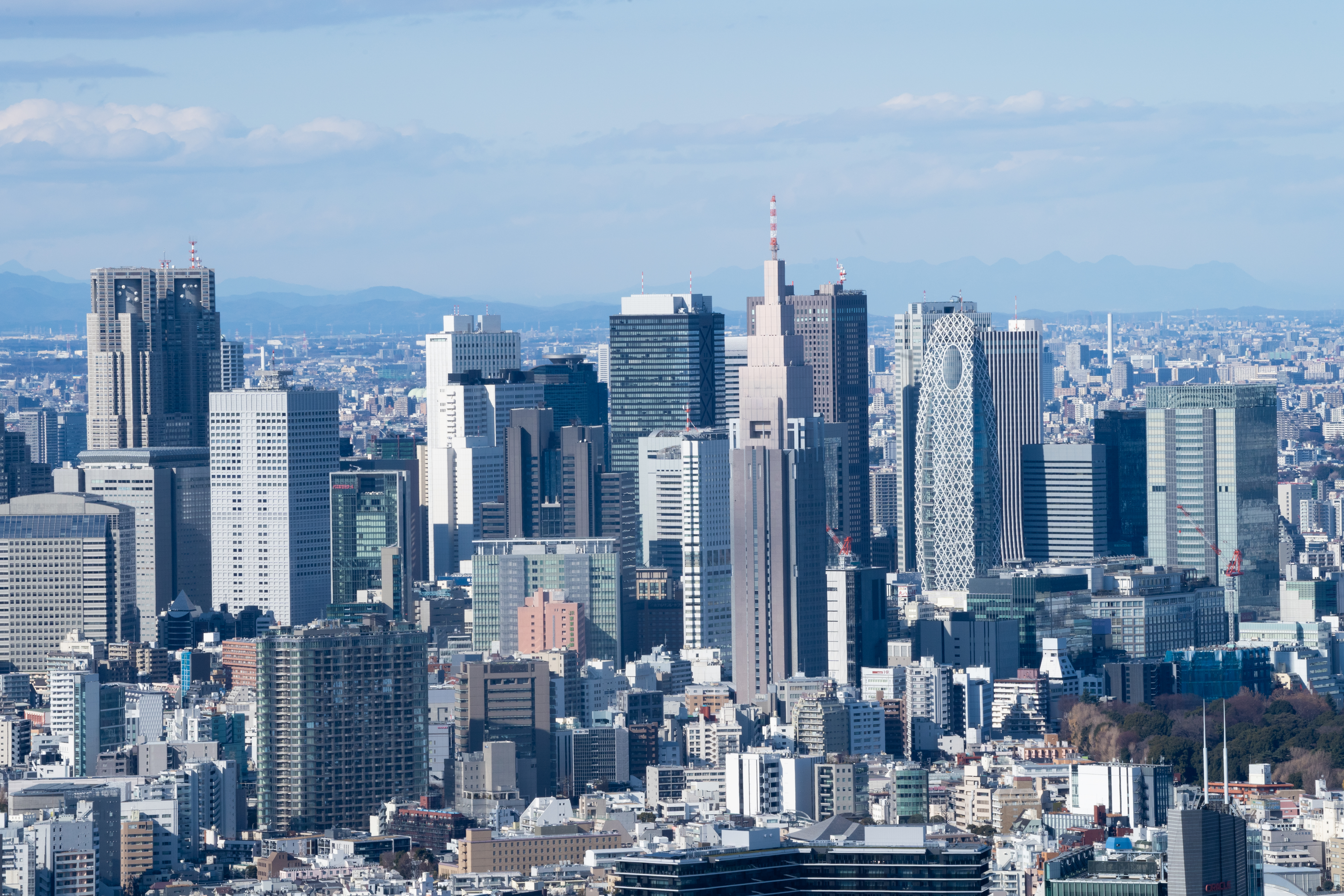
東京
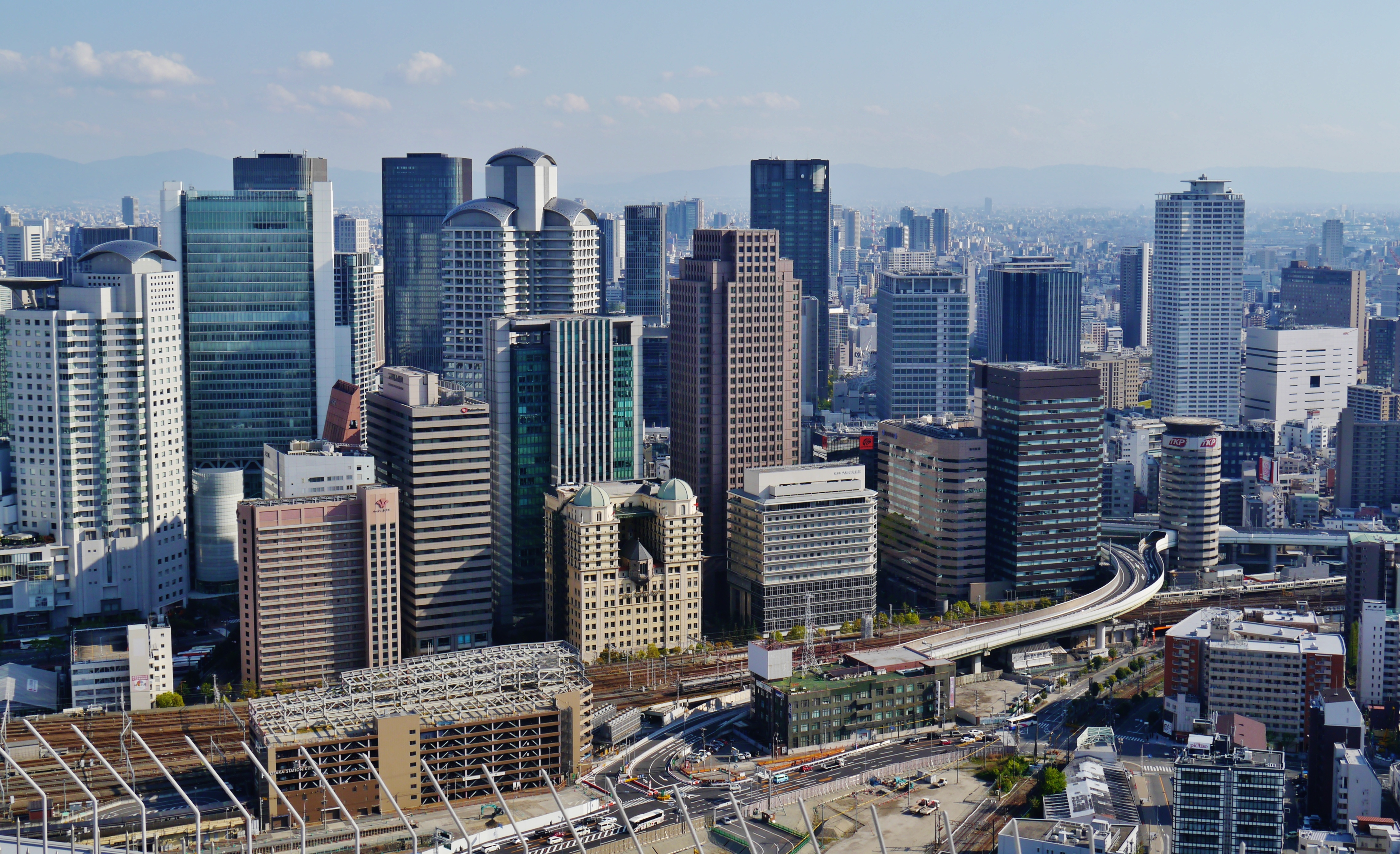
大阪
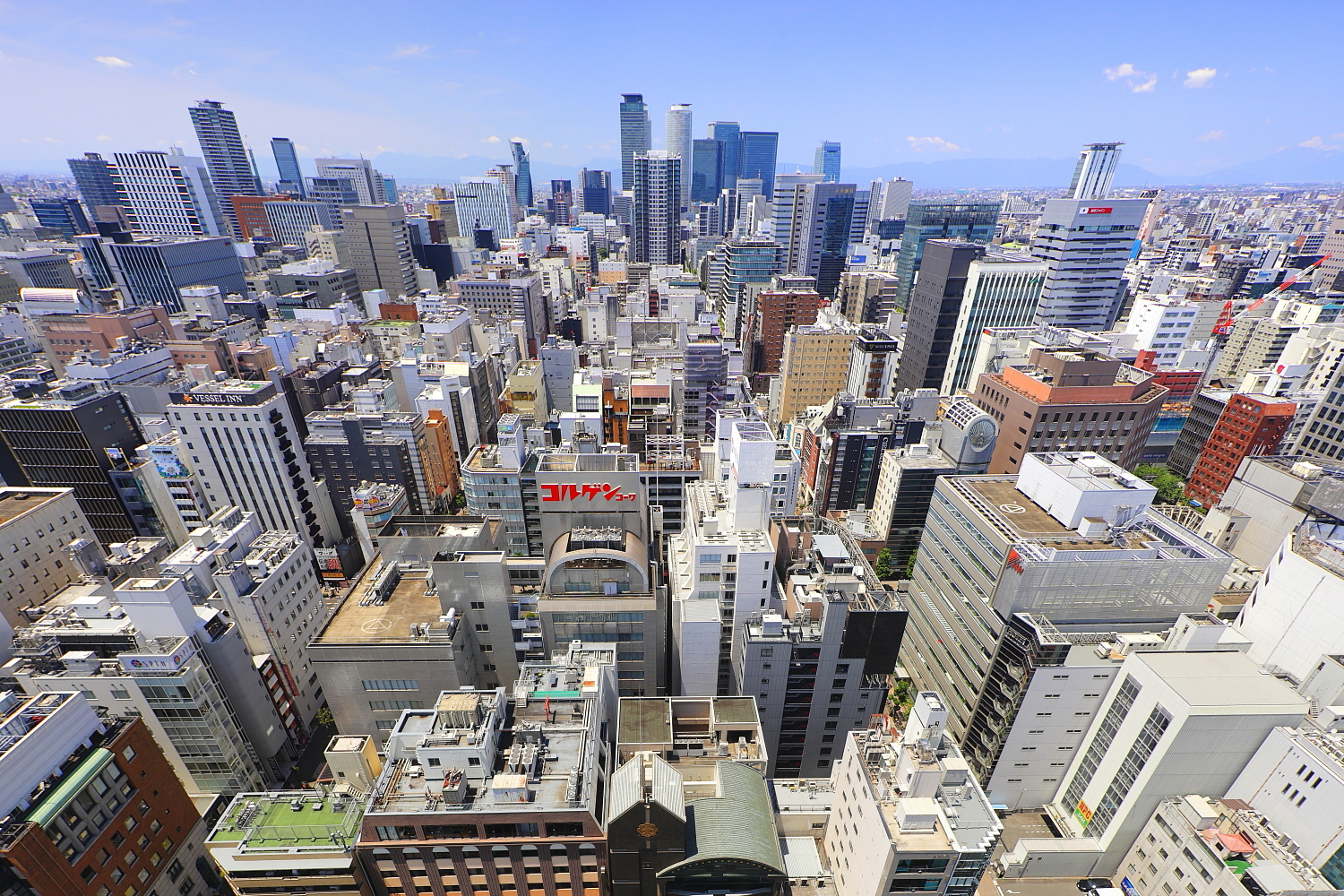
名古屋
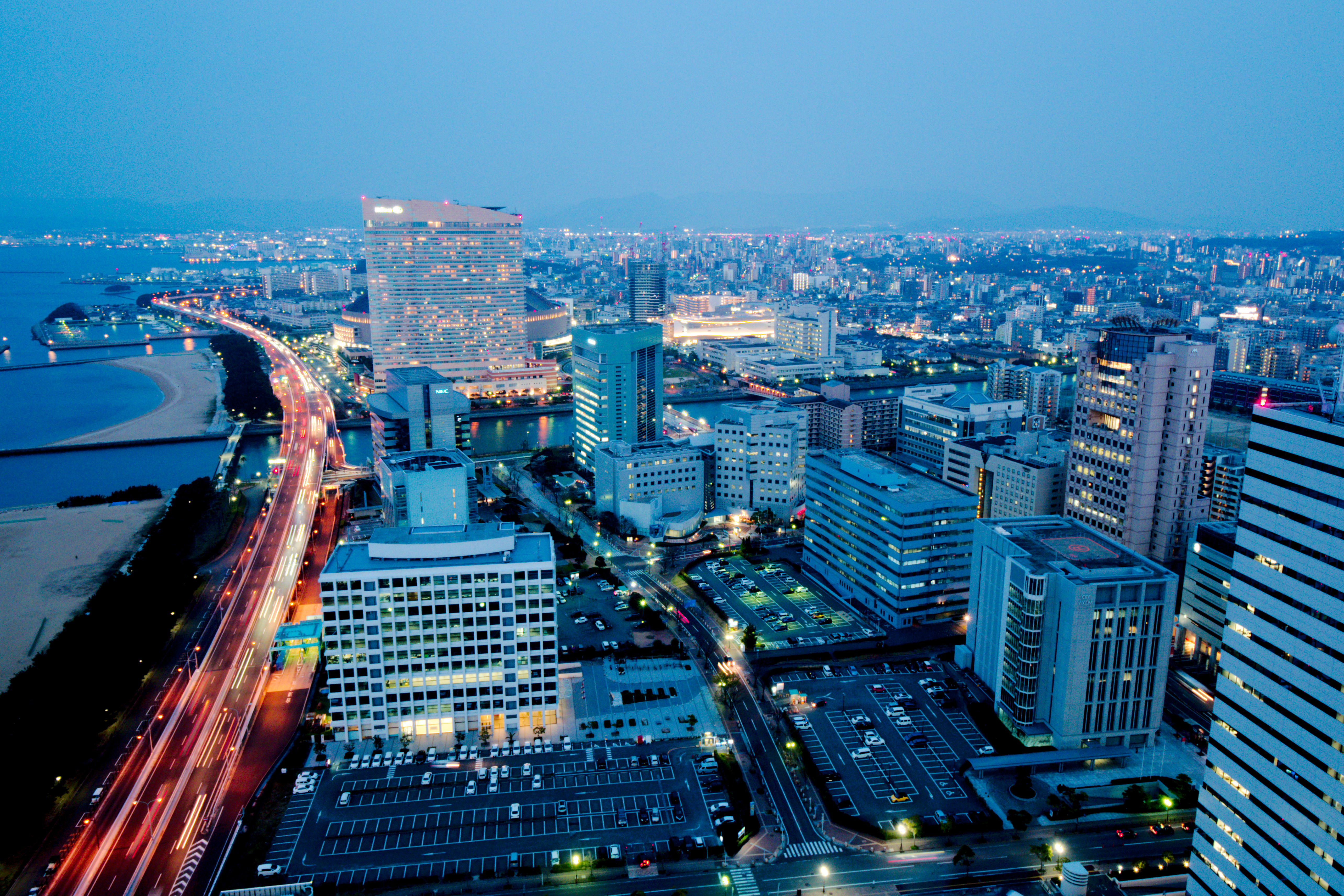
福岡
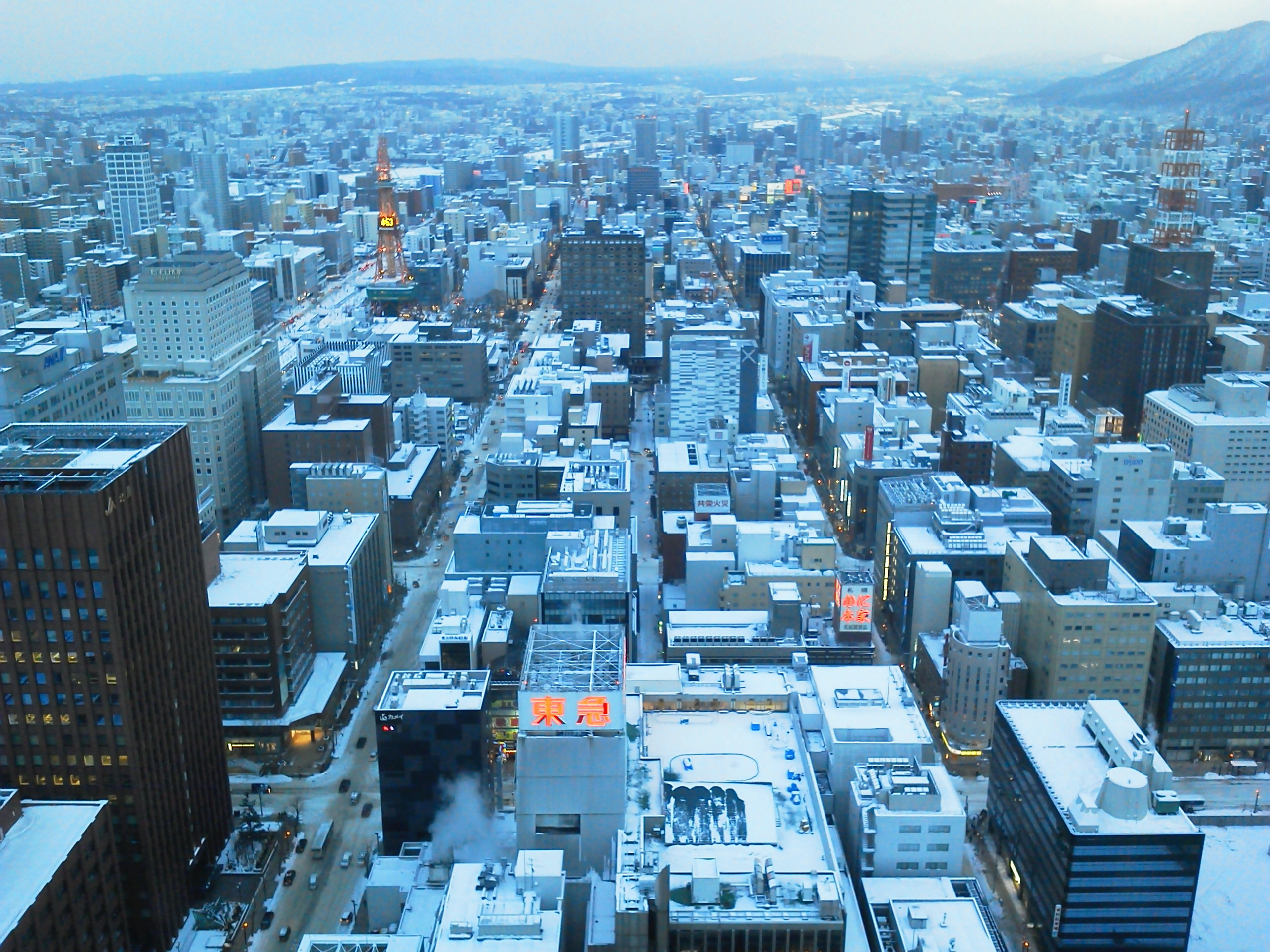
札幌
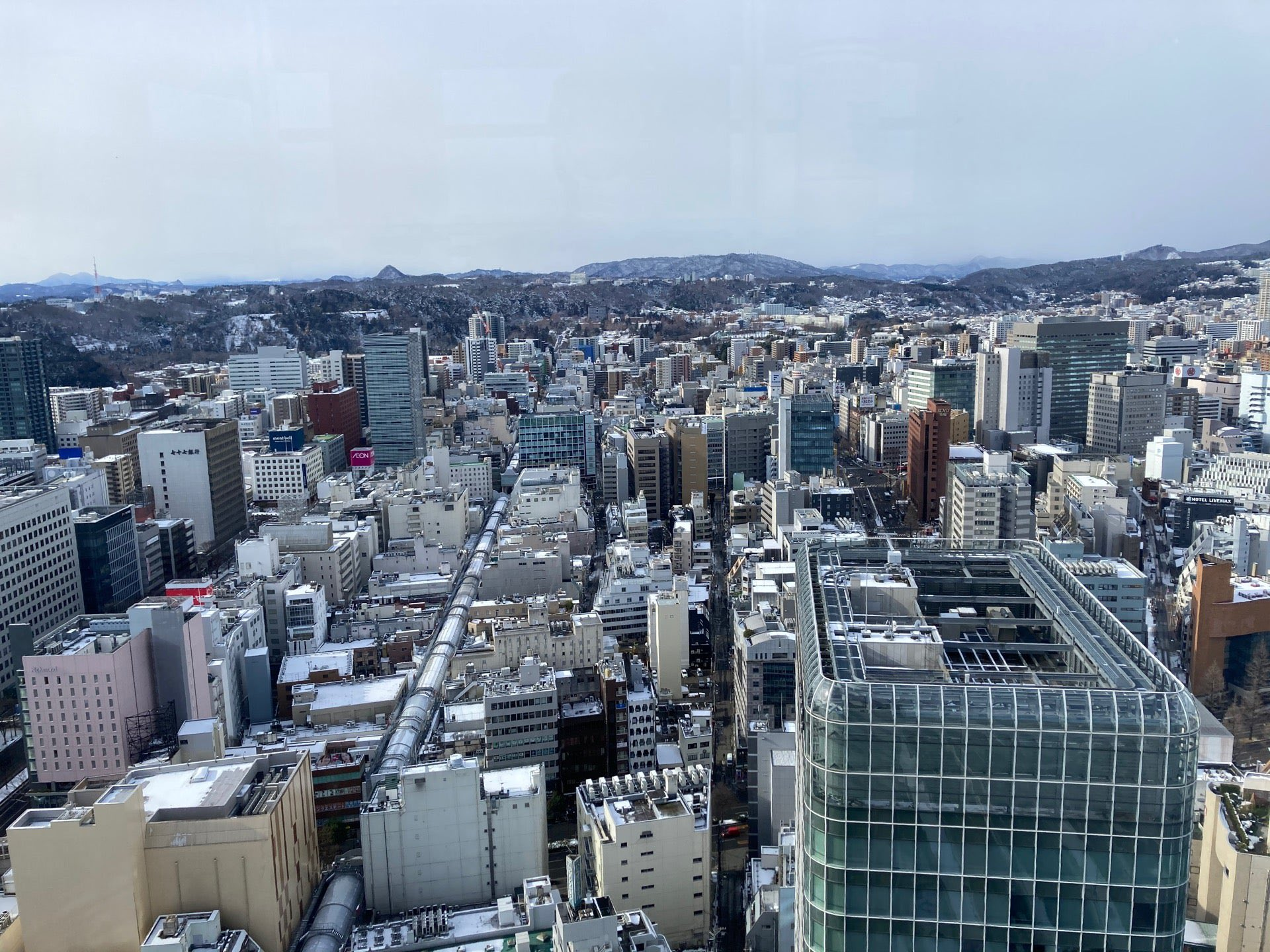
仙台
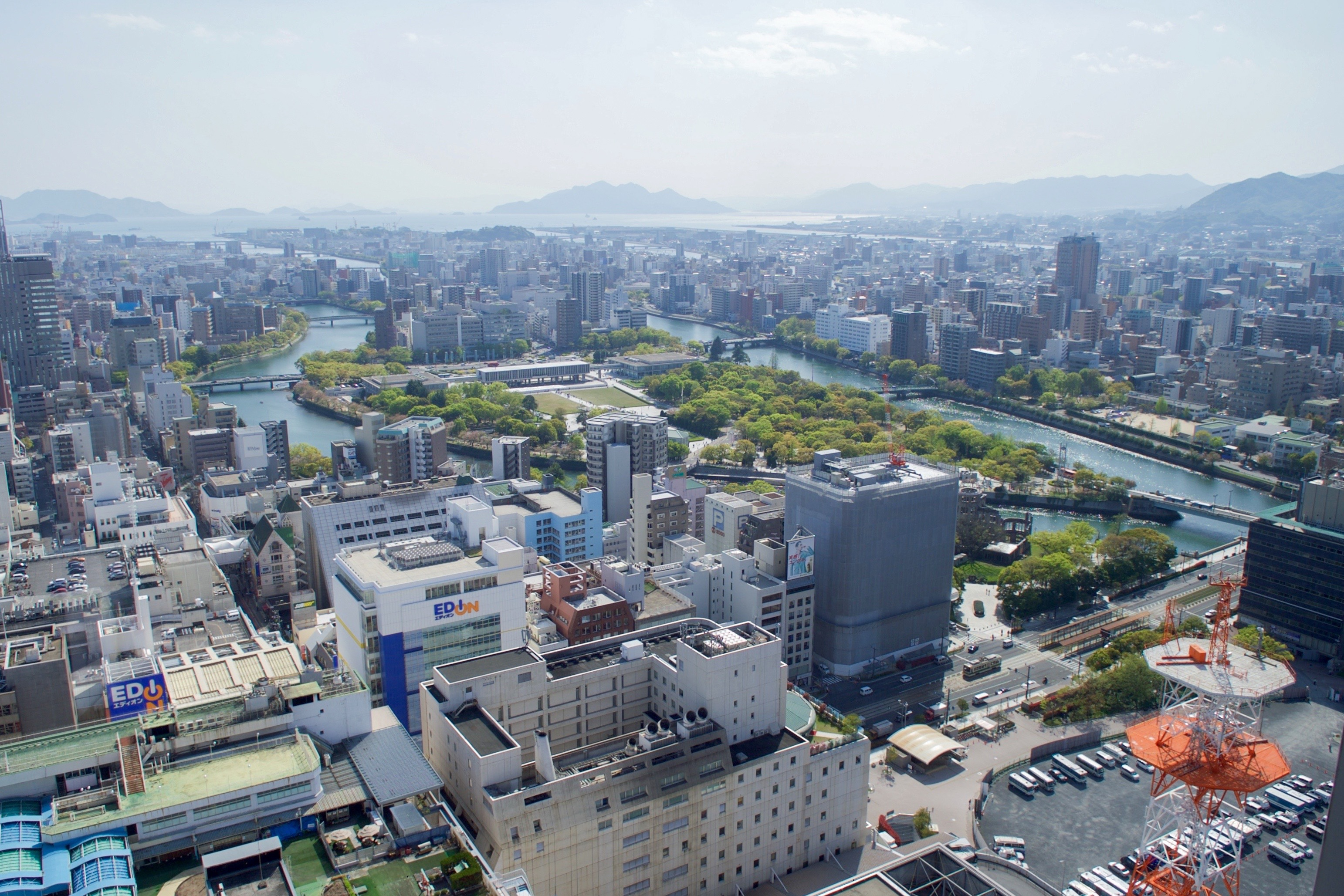
広島
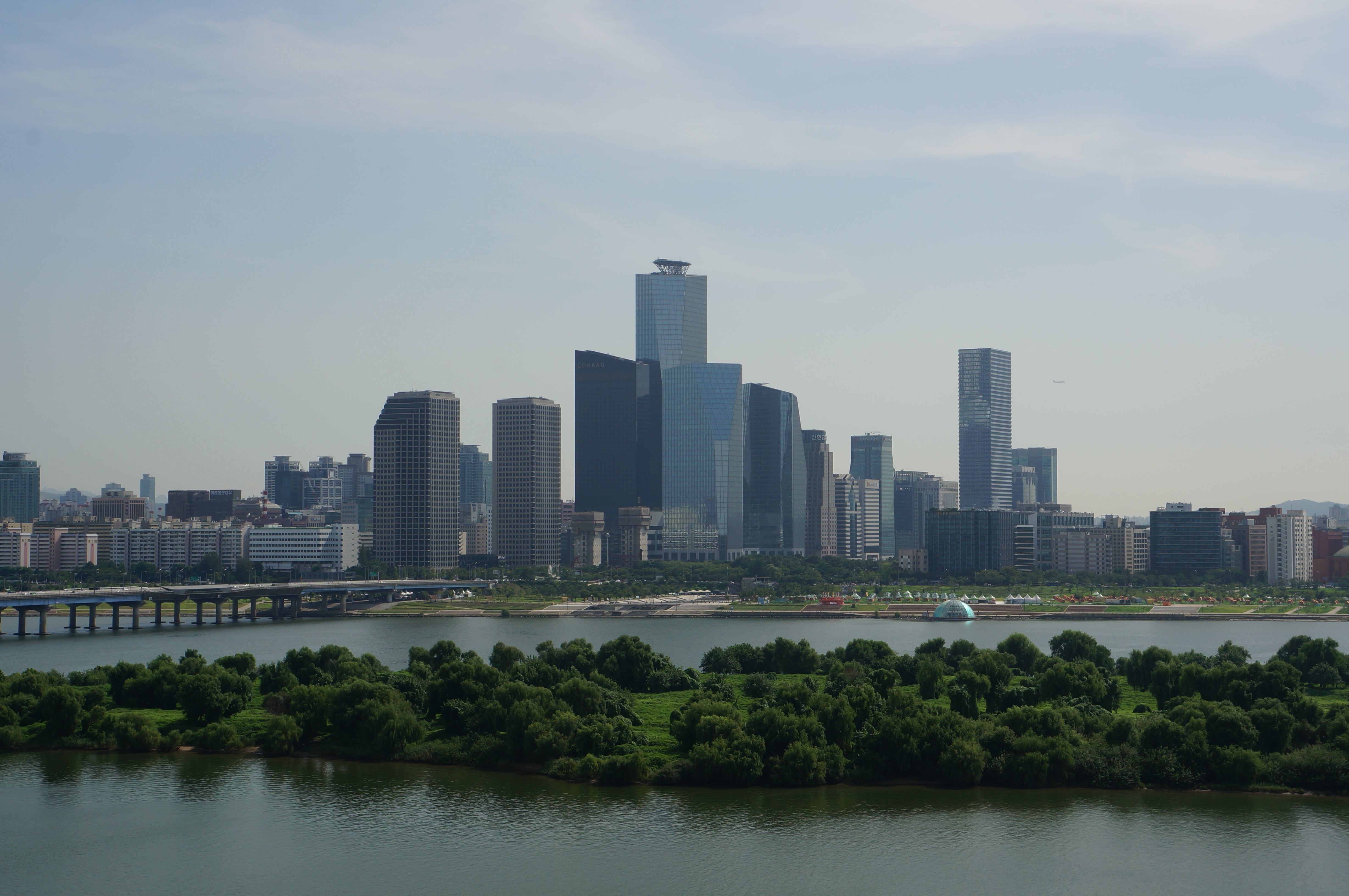
ソウル
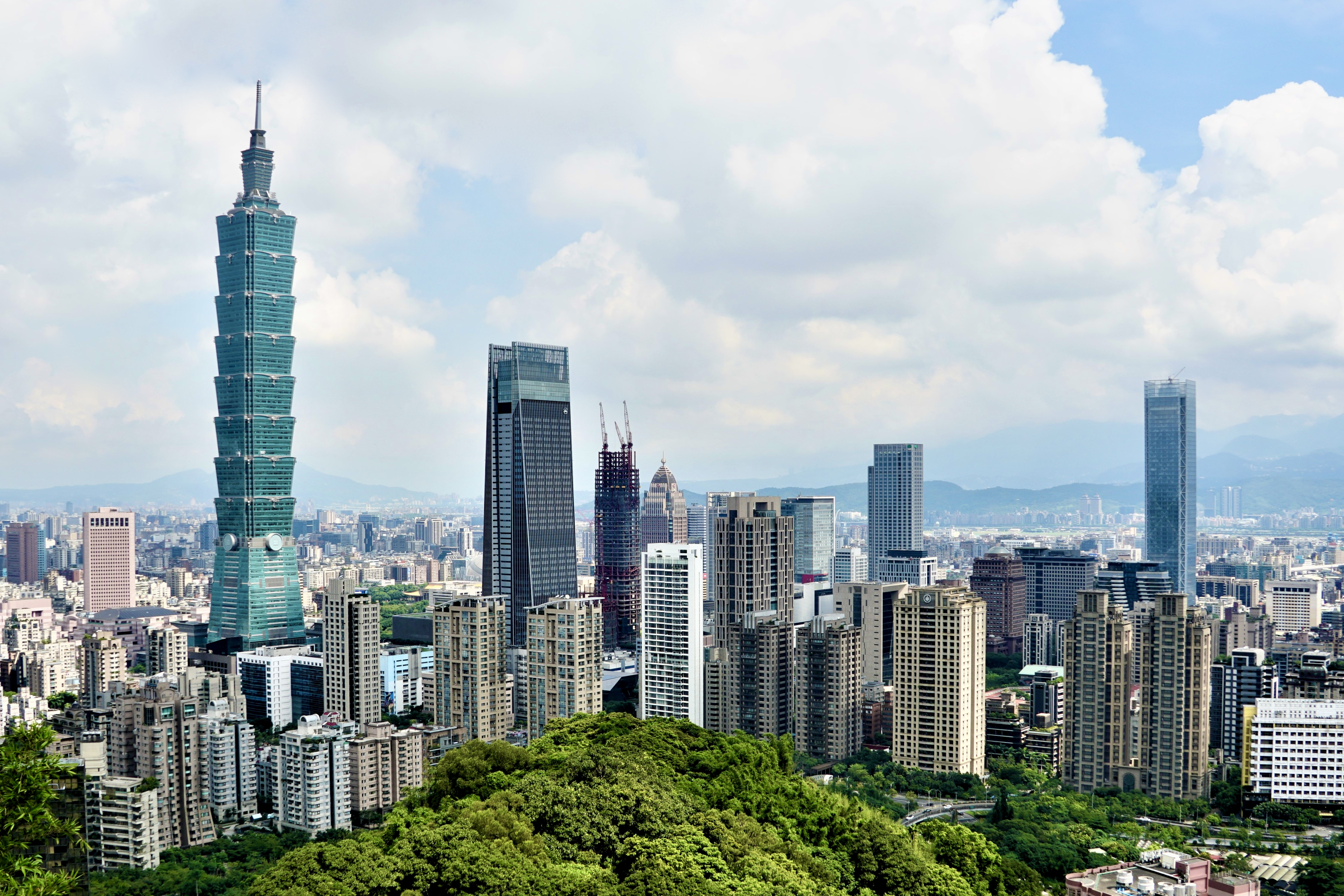
台北
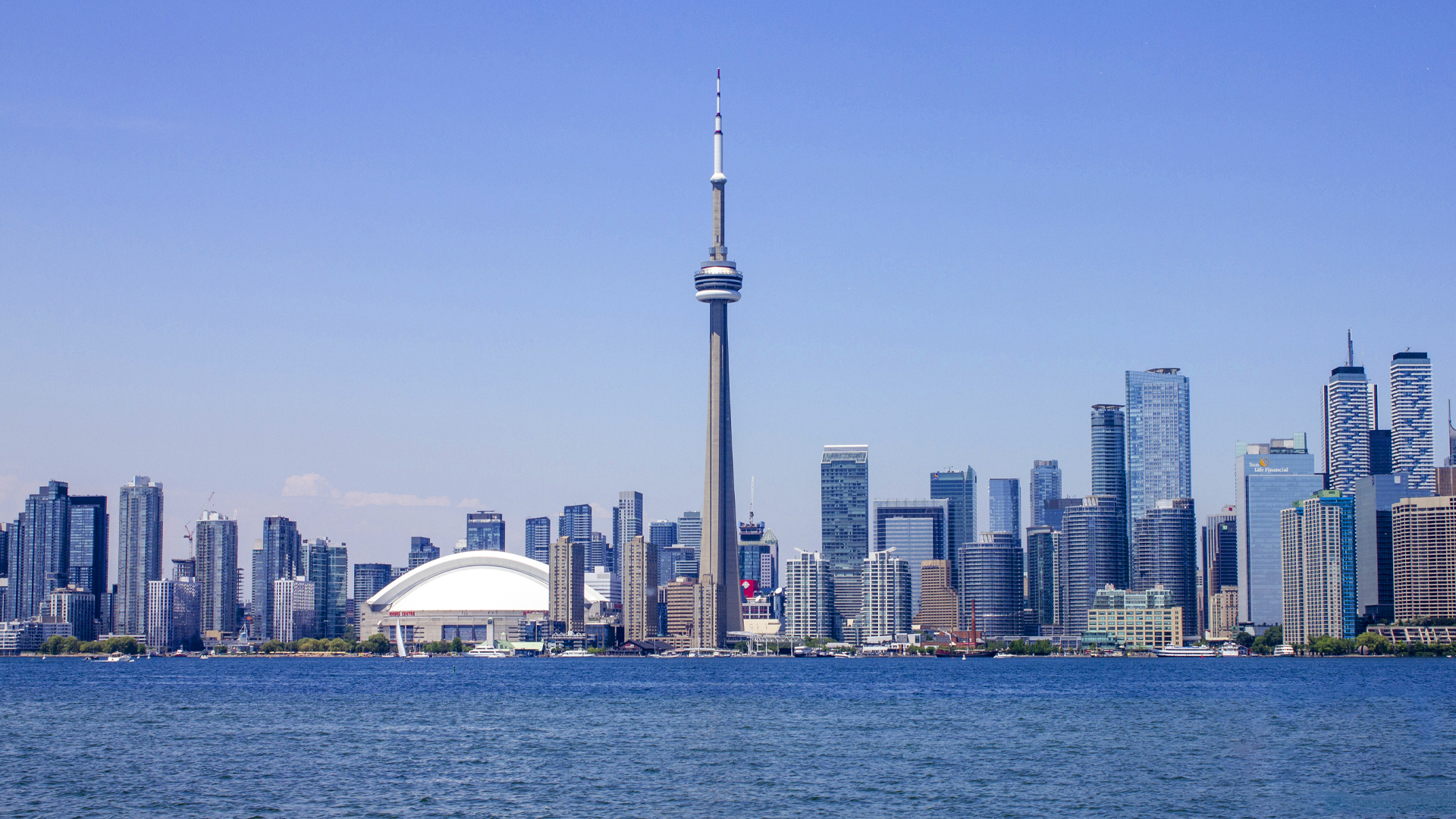
トロント
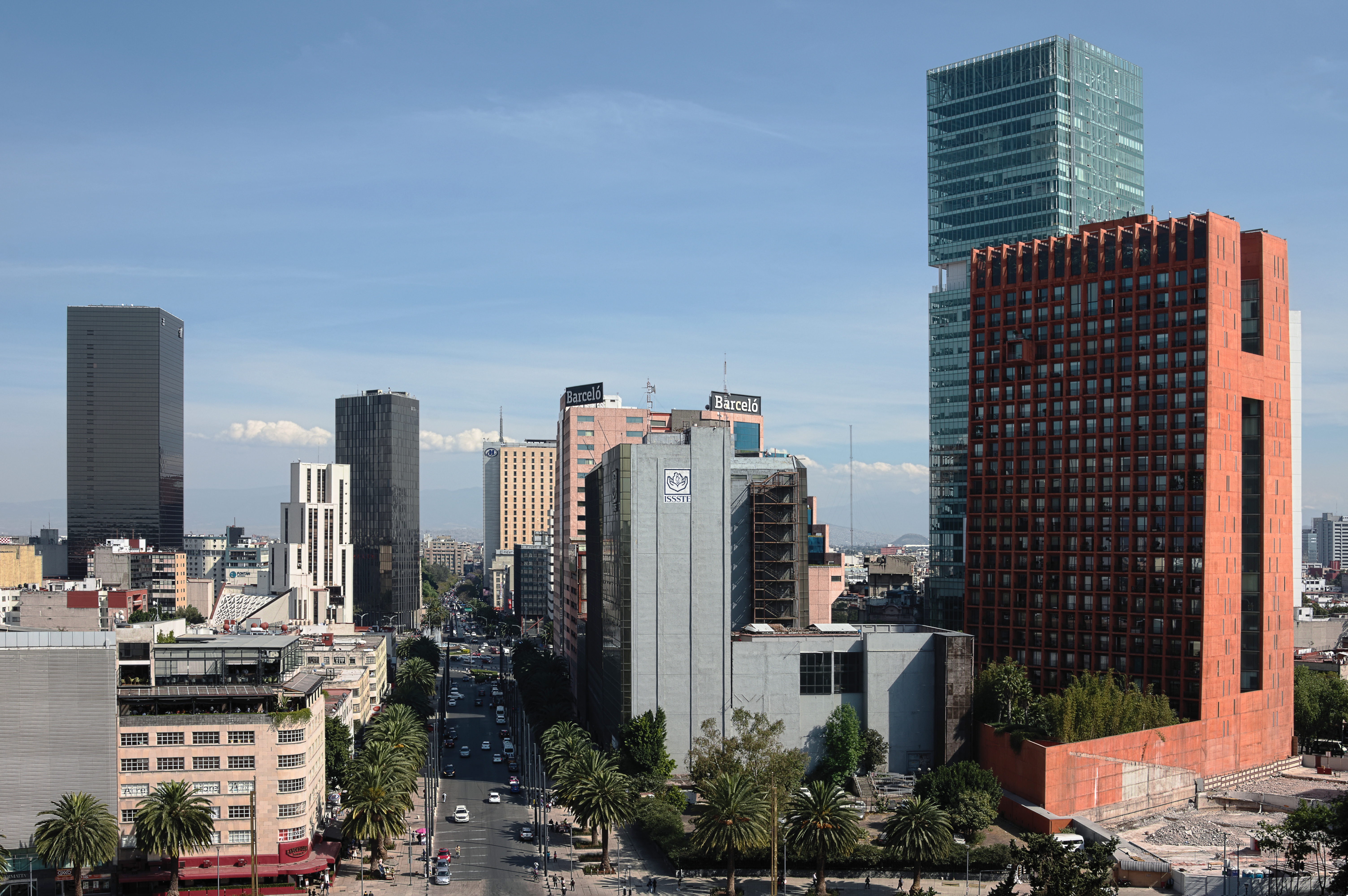
メキシコシティ
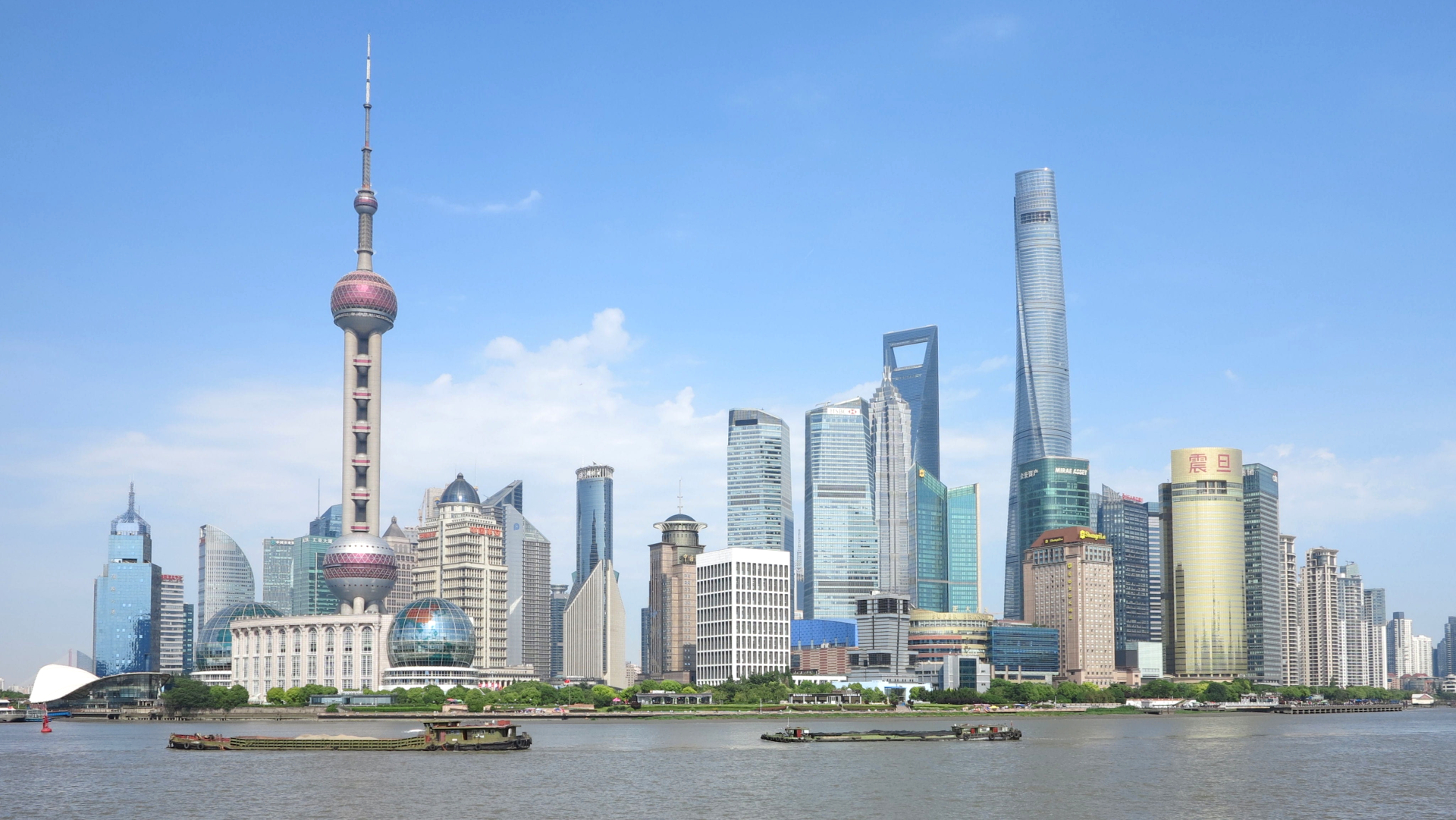
上海
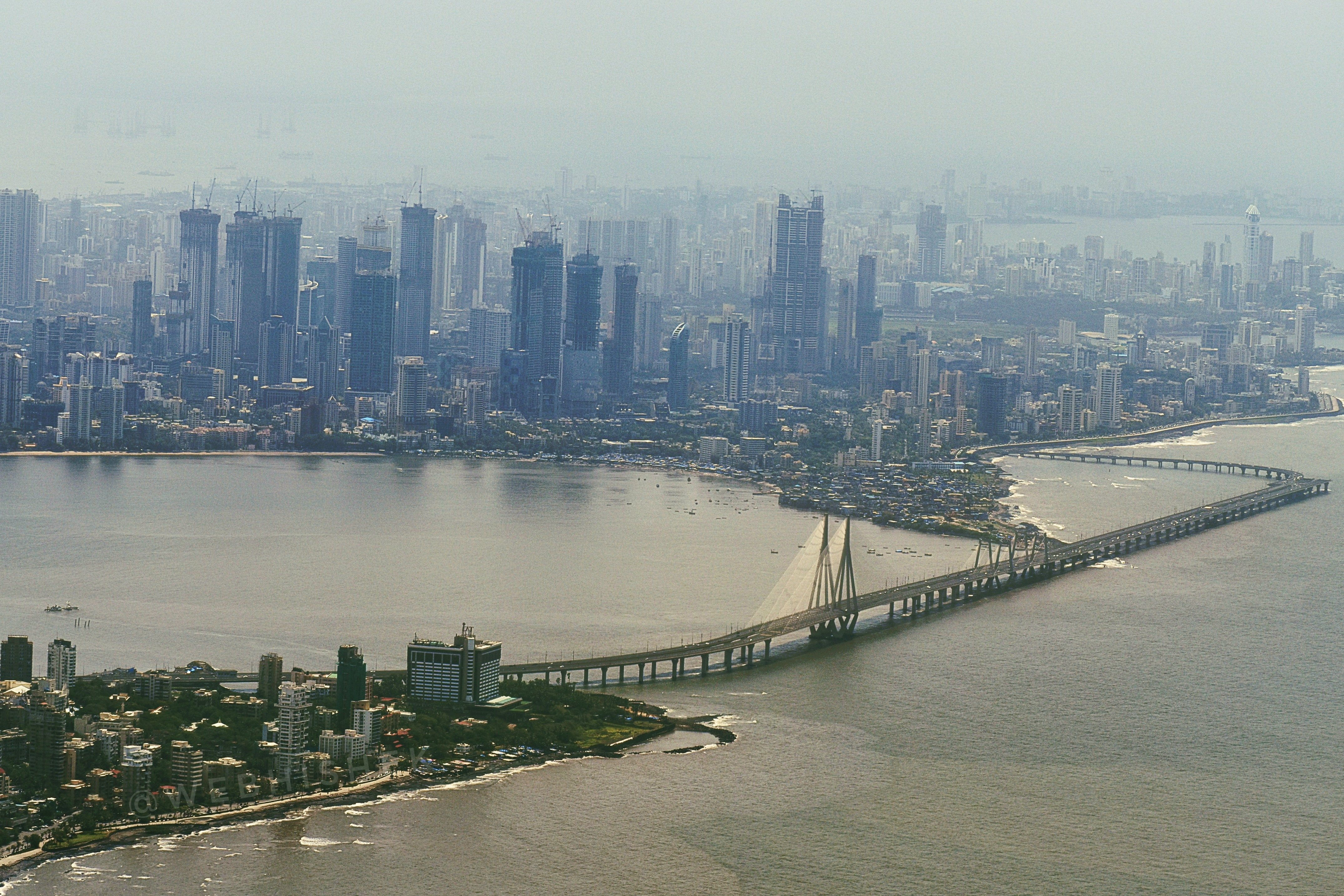
ムンバイ
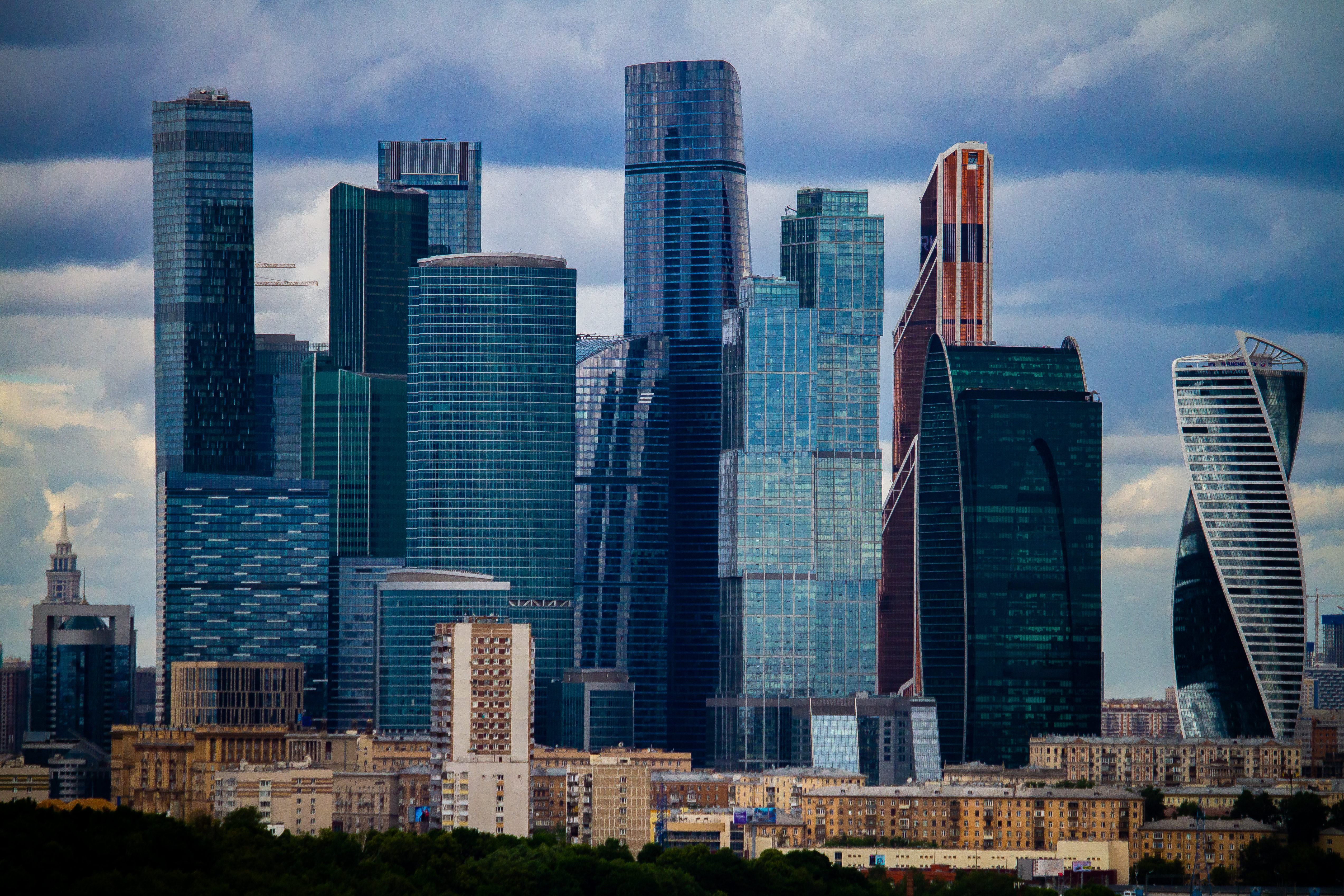
モスクワ
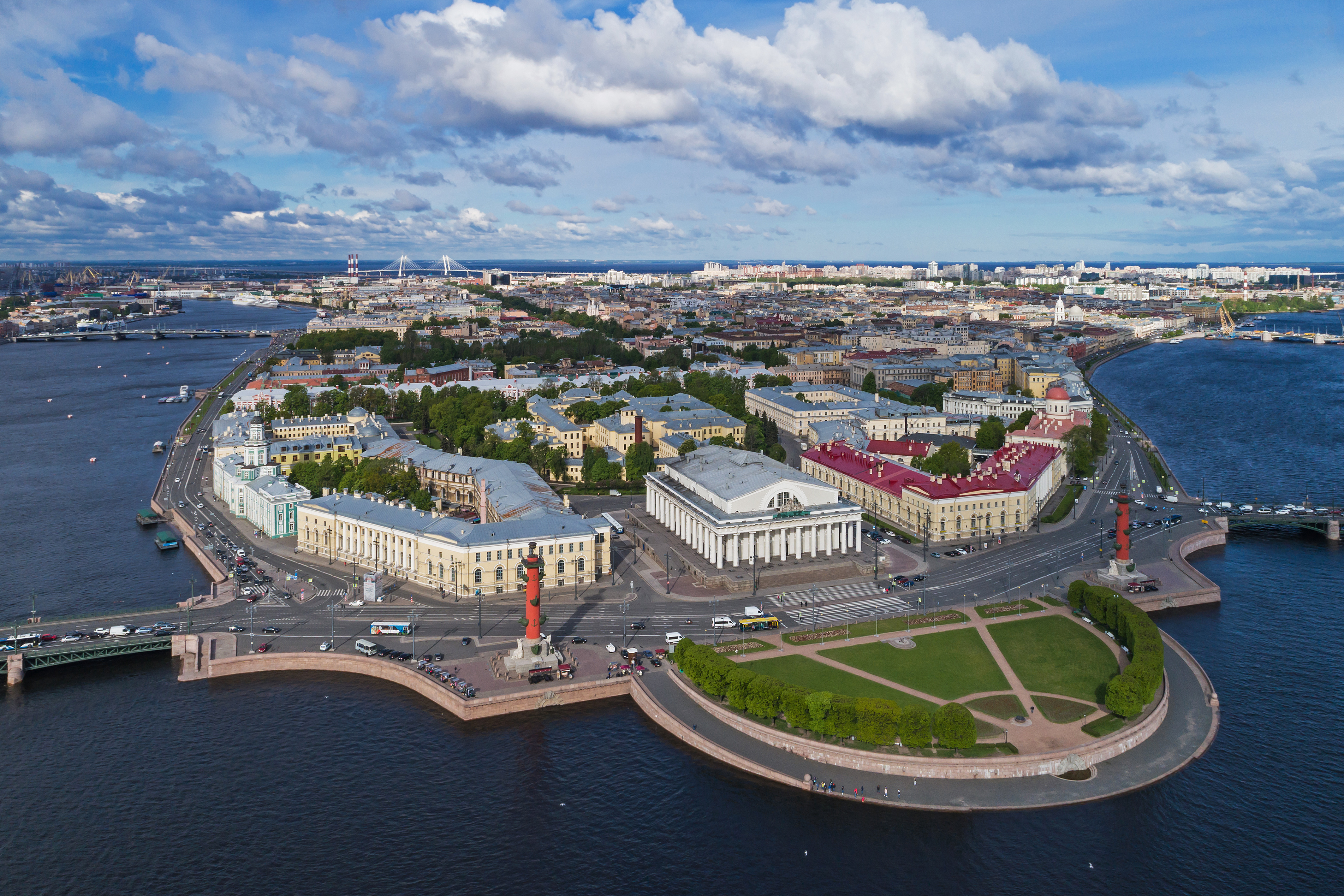
サンクトペテルブルク